# FF02
FF02とは、タミヤよりリリースされていた電動ラジコンカー、オンロードモデルのシャーシ名称である。

## 概要
- シャーシはシェルが左右に2分割されるセミモノコック構造であるが、前後バルクヘッドが途中から独立して分断されており、これらをシャーシエクステンション（延長パーツ）に結合する形となっている。
- モーターはフロントアクスルより後側に搭載されるフロントミッドシップ形式となっている。
- サスペンションは前後ともにオーソドックスなダブルウィッシュボーン独立懸架。
- 駆動系のメンテナンスを行うにはシャーシフレームを分解する必要があるため、FF01に比してメンテナンス性は劣る。
- オイルダンパーは同梱されず、ゴムチューブの摩擦を利用するフリクションダンパーが装備された。

## メカニズム
- シャーシ:ポリカーボネート製、アタッチメント付きセミモノコック構造
- フロントサスペンション:ダブルウィッシュボーン独立懸架、コイルオーバー･フリクションダンパー付
- リアサスペンション:ダブルウィッシュボーン独立懸架、コイルオーバー･フリクションダンパー付
- 前後タイヤ/ホイール：純正では中空ラバー、ナローサイズのラジアル/スリックを1ピースホイールに装着
- ギアレシオ:5.8/6.44/7.25  (ピニオン20T/18T/16T)
- 駆動形式:前輪駆動
- モーター:540タイプ直流モーターをフロントミッドシップに横置きで搭載
- ボディ：ポリカーボネート製モノコック造形

## 備考
現在は販売を終了しているが、メインコンポーネンツはMシャーシ系の「M-03」、サスペンションアームは「TL-01」と共有しているために部品の入手性は良い。M03から組み換えるためのエクステンションパーツは現在タミヤでは生産していないが、サードパーティから発売されているのでFF02化することは可能である。
また、FF02の生産停止以降同社製ツーリングカーシリーズに前輪駆動形式を持つシャーシはラインアップされていなかったが、2010年6月にFF-03が発売され、タミヤのツーリングカーラインナップにFFシャーシが復活することとなった。